# Município de Wayne (condado de Clermont, Ohio)
O município de Wayne (em inglês: Wayne Township) é um município localizado no condado de Clermont no estado estadounidense de Ohio. No ano de 2010 tinha uma população de 4.885 habitantes e uma densidade populacional de 59,24 pessoas por km².

## Geografia
O município de Wayne encontra-se localizado nas coordenadas 39° 13′ 00″ N, 84° 03′ 24″ O. Segundo a Departamento do Censo dos Estados Unidos, o município tem uma superfície total de 82.47 km², da qual 81,58 km² correspondem a terra firme e (1,08 %) 0,89 km² é água.

## Demografia
Segundo o censo de 2010, tinha 4.885 habitantes residindo no município de Wayne. A densidade populacional era de 59,24 hab./km². Dos 4.885 habitantes, o município de Wayne estava composto pelo 97,83 % brancos, o 0,72 % eram afroamericanos, o 0,29 % eram amerindios, o 0,25 % eram asiáticos e o 0,92 % eram de uma mistura de raças. Do total da população o 0,31 % eram hispanos ou latinos de qualquer raça.